# Robert Mapplethorpe

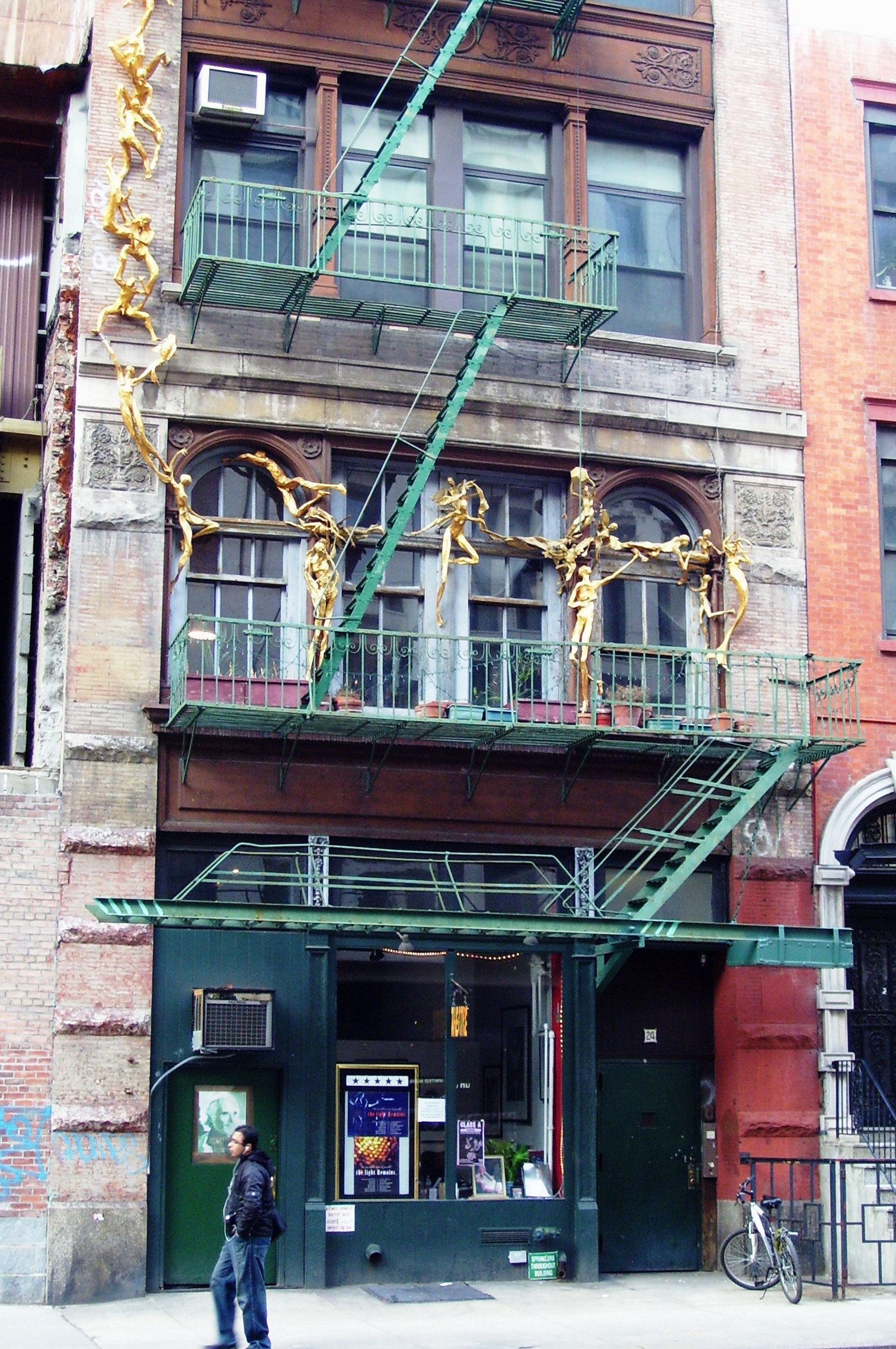
Mapplethorpes Studio in 24 Bond Street in NoHo, Manhattan

Robert Mapplethorpe (* 4. November 1946 in Floral Park, New York; † 9. März 1989 in Boston, Massachusetts) war ein US-amerikanischer Fotograf und bildender Künstler.

## Leben
Robert Mapplethorpe wurde 1946 als drittes von sechs Kindern einer katholischen Arbeiterfamilie geboren. Nach dem Abschluss der Schule ging er auf Wunsch seiner Eltern an das Pratt Institute, eine Kunsthochschule in Brooklyn. Dort kam er mit der 68er-Bewegung in Kontakt. 1967 beendete er das Studium mit einem Bachelor of Fine Arts und zog nach Manhattan. Dort lernte er im Sommer 1967 die damals noch unbekannte Musikerin und Poetin Patti Smith kennen, mit der er bis 1972 zusammenlebte. Sie ermutigte ihn zu einer Karriere als Fotograf.
Seine ersten Werke enthielten noch keine eigenen Fotos, aber oft Bilder, die er aus Büchern oder Zeitschriften entnommen hatte. Bald darauf begann er auch mit ersten eigenen Bildern zu arbeiten, die er mit einer Polaroid-Kamera aufnahm. Später sagte er über diese Zeit: „Ich fing an zu verstehen, dass Fotografie Kunst sein könnte.“
Im Herbst 1972 gab ihm sein damaliger Lebensgefährte, der Sammler Sam Wagstaff, 500.000 US-Dollar für den Kauf eines Dachgeschoss-Lofts im Haus 24 Bond Street, wo der Fotograf fortan lebte und sein Studio hatte.
Mapplethorpe lebte ein sehr exzessives Leben, das von Drogen und zahlreichen homosexuellen und heterosexuellen Beziehungen geprägt war. Als bekannt wurde, dass sich Mapplethorpe mit dem HI-Virus infiziert hatte, schnellten die Preise für seine Fotos in die Höhe. Im Dezember 1988 verkaufte er Fotos im Wert von 500.000 US-Dollar. 1988 gründete der Künstler die Robert Mapplethorpe Foundation.
Mapplethorpe starb Anfang März 1989 an den Folgen seiner AIDS-Erkrankung im Alter von 42 Jahren.

## Künstlerisches Schaffen
Ab Anfang der 1980er-Jahre wurde Mapplethorpe, zunächst vor allem in New York, von einem größeren Publikum wahrgenommen. Viele Persönlichkeiten ließen sich von ihm porträtieren, unter anderem Andy Warhol, Deborah Harry, Richard Gere, Peter Gabriel, Grace Jones, Paloma Picasso und Patti Smith. Es wurde „in“, sich von Mapplethorpe fotografieren zu lassen. Gemeinsam mit der Bodybuilderin Lisa Lyon produzierte er eine Bilderserie von 1980 bis 1982, die er unter dem Titel Lady Lisa Lyon 1983 veröffentlichte. Die Mehrzahl seiner Aufnahmen entstand in seinem eigenen Studio oder in einem der unzähligen New Yorker Lofts. Dabei waren seine Aufnahmen stets schlicht, vor weißem oder schwarzem Hintergrund fotografiert.
Im Gegensatz zu seinen Bildern, auf denen er Stillleben mit Blumen oder Porträts gesellschaftlich anerkannter Schauspieler und Künstler zeigt, wählte Mapplethorpe auch oder gerade kontroverse Themen.
Seine Aktarbeiten zeigten häufig homoerotische Motive, die von eher klassischen Posen bis hin zu BDSM-Szenen reichten. Mapplethorpe wurde insbesondere durch seine Portfolio-X-Serie bekannt. Eine der häufig diskutierten Fotografien stellt ein Selbstporträt dar, das den Künstler mit einer in seinen Anus eingeführten Bullenpeitsche zeigt. Insbesondere im angelsächsischen Raum führte die durch die US-amerikanische National Endowment for the Arts (nationale Stiftung zur Kunst- und Kulturförderung) finanzierte Wanderausstellung The Perfect Moment (1988–1990) zu einer Kontroverse, nachdem der konservative, republikanische Senator Jesse Helms durch den Ausstellungskatalog auf die Ausstellung aufmerksam geworden war.
Das Foto auf dem Albumcover von Horses, dem 1975 veröffentlichten Debütalbum von Patti Smith, stammt von Mapplethorpe. Es gilt als „das berühmteste Bild von Patti Smith“.

## Kontroversen und Zensur
Mapplethorpes Arbeiten wurden in den USA häufig in öffentlich finanzierten Ausstellungen gezeigt. Viele konservative und religiöse Gruppen, wie z. B. die American Family Association, protestierten regelmäßig dagegen, derartige Kunstwerke zu fördern. Der Künstler rückte in diesem Bereich, stellvertretend für die Gesamtthematik, in den Mittelpunkt der öffentlichen Diskussion in den USA zum Thema Kunstförderung und Kunstzensur.
1990, nur ein Jahr nach Mapplethorpes Tod, führte eine Retrospektive unter dem Titel The Perfect Moment in Cincinnati zu einer Kontroverse. Auslöser waren sieben Fotografien Mapplethorpes aus dem X-Portfolio. Infolge der Ausstellung kam es zu dem vergeblichen Versuch, das Cincinnati Contemporary Arts Center und seinen Direktor Dennis Barrie wegen der Ausstellung obszönen Materials (pandering obscenity) in einem Gerichtsverfahren zu verurteilen. Hierbei fand der Miller-Test Verwendung. Die Ereignisse wurden mit James Woods in der Rolle des Museumsdirektors unter dem Titel Dirty Pictures im Jahr 2000 verfilmt.
In Japan stellte der Oberste Gerichtshof erst 2008 fest, dass Mapplethorpes erotische Bilder nicht gegen das Pornografieverbot verstießen, und gab einen acht Jahre lang beschlagnahmten Band mit Mapplethorpe-Fotografien frei.

## Einzelwerke
- Mark Stevens (Mr 10½) (1976)
- Man in Polyester Suit (1980)

## Filme
- 2000: Dirty Pictures (nur Englisch) (Der Film beruht auf dem Verfahren in Cincinnati)
- 2016: Mapplethorpe: Look at the pictures, Regie: Randy Barbato und Fenton Bailey (Dokumentarfilm)[8]
- 2018: Mapplethorpe, Filmbiographie, Regie: Ondi Timoner, mit Matt Smith (Robert Mapplethorpe), Marianne Rendón (Patti Smith) u. a.

## Ausstellungen
- 2009: Robert Mapplethorpe: Portraits, Palm Springs Art Museum, Palm Springs, Kalifornien, USA.
- 2010: Robert Mapplethorpe, NRW-Forum, Düsseldorf
- 2011: Robert Mapplethorpe. Retrospektive, C/O Berlin, Berlin
- 2014: Robert Mapplethorpe, Grand Palais, Paris[9]